# 上海民族樂團
上海民族樂團，前身為上海樂團民族管弦樂隊，1952年10月1日在上海成立，属于上海大剧院艺术中心的事业单位（全额拨款正处级）。内有：乐队管理、演出事务、创作策划、市场、宣传、艺术教育、人事、财务、综合办公室。现位于新华路336号。

## 簡史
1952年10月，成立上海乐团民间管弦乐队，成员19人，1957年1月，独立成为上海民族管弦乐团。
1956年11月改上海乐团民族乐队，1956年4月改为上海民族乐团，成员64人。
1973年撤销人员调外，1978年5月恢复。歷任樂團團長的有董立基、何彬、龔一、顧冠仁、胡開俊、王甫建、羅小慈；歷任指揮和藝術總監的有馬聖龍、瞿春泉、王永吉、王甫建。
2018年5月2日笛子演奏家陆春龄去世后，最早的19位成员已全部作古。
許多指揮家曾在樂團指導樂隊或客席指揮：曹鵬、瞿春泉、石信之（客席）等。
許多民樂演奏家曾在樂團工作：陸春齡、蕭白鏞、俞遜發、湯良興、王范地等。
樂團曾給毛澤東、胡志明、戴卓爾夫人等許多世界名人表演音樂。
樂團長期以來擁有大批獲評正副高級職稱（國家1級、國家2級）的藝術家。

## 領導
現任團長兼藝術總監兼指揮是王甫建教授。
2014年起团长为罗小慈，副团长钱卫红。

## 外部連結
- 上海民族樂團網站